# Epaleura
Epaleura é um gênero de mariposa pertencente à família Acrolophidae.